# Joseph Potocnak
Joseph James Potocnak (ur. 13 maja 1933 w Berwick) – południowoafrykański duchowny rzymskokatolicki, w latach 1992-2009 biskup De Aar.

## Życiorys
Święcenia kapłańskie przyjął 21 września 1966. 23 stycznia 1992 został prekonizowany biskupem De Aar. Sakrę biskupią otrzymał 1 maja 1992. 17 lipca 2009 przeszedł na emeryturę.